# Carlos Eduardo Reis
Carlos Eduardo Vasconcelos Fernandes Ribeiro dos Reis (5 de maio de 1984) é um deputado e político português. Ele é deputado à Assembleia da República na XIV legislatura pelo Partido Social Democrata. É Empresário / Jurista.
Carlos Eduardo Reis é arguido no Caso Tutti Frutti e vai suspender o mandato no final do mês de fevereiro de 2025.